# Heinrich Seetzen
Heinrich Otto Seetzen, kallad Heinz Seetzen, född 22 juni 1906 i Rüstringen-Wilhelmshaven, död 28 september 1945 i Hamburg-Blankenese, var en tysk SS-Standartenführer, Oberregierungsrat ("byrådirektör") och ämbetsman inom Gestapo. I egenskap av befälhavare inom nazityska Einsatzgruppen ledde han under andra världskriget massakrer på civilpersoner i Ukraina och Vitryssland.

## Biografi
Seetzen studerade rättsvetenskap vid universiteten i Marburg och Kiel. År 1933 inträdde han i Nationalsocialistiska tyska arbetarepartiet (NSDAP) och Sturmabteilung (SA) och två år senare blev han medlem i Schutzstaffel (SS).

### Operation Barbarossa
I gryningen den 22 juni 1941 anföll Tyskland sin tidigare bundsförvant Sovjetunionen och inledde den omfattande Operation Barbarossa. Enligt Tysklands Führer Adolf Hitler innebar kriget mot Sovjetunionen ett ideologiskt förintelsekrig och den ”judisk-bolsjevikiska intelligentian” måste elimineras. Efter de framryckande tyska arméerna följde Einsatzgruppen, mobila insatsgrupper. Chefen för Reichssicherheitshauptamt, Reinhard Heydrich, gav insatsgrupperna i uppdrag att mörda judar, romer, partisaner, politiska kommissarier (så kallade politruker) och andra personer som ansågs hota Tredje rikets säkerhet. Beträffande insatsgruppernas massmord på judar mördades initialt endast män, men i augusti 1941 gav Reichsführer-SS Heinrich Himmler order om att massmordet även skulle inbegripa kvinnor och barn. Mellan juni och december 1941 mördades mellan 500 000 och 800 000 judiska män, kvinnor och barn.
Seetzen utnämndes i juni 1941 till befälhavare för Sonderkommando 10a inom Einsatzgruppe D som i södra Ukraina följde Armégrupp Süd i spåren. I juli 1941 sköt Sonderkommando 10a, vid ett enstaka tillfälle, ihjäl 800 judar. Under Seetzens befäl förövade Sonderkommando 10a massakrer i bland annat Piatra Neamț, Iași, Bălți, Jampil, Kodyma, Balta, Pešcanka, Beresovka, Berislav, Melitopol, Mariupol och Taganrog.
I september 1942 efterträdde Seetzen Wilhelm Günther som inspektör för Sicherheitspolizei (Sipo) och Sicherheitsdienst (SD) i Kassel och i maj året därpå efterträdde han Wilhelm Biermann på motsvarande befattning i Breslau.
Från den 28 april 1944 till den 11 augusti 1944 var Seetzen befälhavare för Einsatzgruppe B som opererade i Vitryssland. Denna enhet mördade tiotusentals civilpersoner i områdena kring Minsk och Smolensk.

### Död
I slutet av andra världskriget antog Seetzen det falska namnet "Michael Gollwitzer" och under denna identitet arresterades han av brittisk militärpolis i Hamburg-Blankenese. I slutet av september 1945 begick Heinrich Seetzen självmord genom att bita sönder en giftampull.